# 厭氧消化
厭氧消化（英語：anaerobic digestion）是微生物在缺乏氧氣的環境中，進行生物降解的一系列過程。它可用於處理工業或生活廢物，並生產燃料。很多用于工业生产的食品和饮料产品的发酵，以及家庭发酵，采用厌氧消化。
厌氧消化天然存在一些土壤中和存在湖泊和海洋盆地的沉积物中，它通常被称为“无氧活动”。这是1776年由伏打发现的沼气甲烷的来源。
厭氧消化用於可生物降解的廢物和污水，作為一個綜合廢物管理系統的一部分，減少垃圾和減少排放氣體到大氣中。一般農作物也可以被送入厭氧沼氣池，產生能量。
厭氧消化被廣泛用作可再生能源的來源，微生物產生的沼氣、甲烷、二氧化碳和其他污染物。這沼氣可直接用於燃料，熱電聯產和電力燃氣發動機，或提煉成天然氣。它可產生出沼氣作為燃料取代化石燃料，也可產生營養豐富的沼渣可以用作肥料。
厭氧菌在新陳代謝過程中，因所產生之能量較低，故細菌之生長緩慢，生產時間（generation time）較長，以葡萄糖之分解為例，好氧性分解每摩爾之葡萄糖可獲得六百八十六卡能量，而厭氧分解僅可得五十二卡，故要獲得相等之能量，厭氧性細菌細胞消化之物質，當為好氧性細菌者之十倍以上，此即為高濃度之有機廢水或污泥常利用厭氧消化法處理之原因所在，且因此厭氧消化所需之營養劑如氮、磷等均較少，而消化後之污泥也相對減少。

## 过程
许多微生物会影响厌氧消化，包括乙酸形成細菌（产乙酸菌）和甲烷形成古菌（产甲烷菌）。这些微生物促进生物质转化成沼气的一些化学过程。

### 过程阶段
厌氧消化的四个关键阶段包括水解，产酸作用，产乙酸作用和甲烷生成。
整个过程可以通过化学反应来被描述，其中有机材料例如葡萄糖被厌氧微生物生物化学的消化成二氧化碳（CO2）和甲烷 （CH4）。
C6H12O6 → 3CO2 + 3CH4
- 水解
- 产酸作用（英语：acidogenesis）
- 产乙酸作用（英语：acetogenesis）
- 甲烷生成

## 应用

### 废物和废水处理
厌氧消化是特别适合于有机材料，并且通常用于工业污水，废水和污水污泥的处理。厌氧消化这一个简单的过程，可以大大减少可能注定倾倒在海上，倾倒在垃圾填埋场，或焚烧炉的垃圾焚烧的有机物数量。

### 发电
在发展中国家，简单的家庭和农场为基础的厌氧发酵系统提供做饭和照明的低成本能源的潜力。

## 产物
厌氧消化的三个主要产物是沼气，沼渣，和水。

### 沼气
| 化合物                      | 分子式 | %     |
| --------------------------- | ------ | ----- |
| 甲烷                        | CH 4   | 50–75 |
| 二氧化碳                    | CO 2   | 25–50 |
| 氮                          | N 2    | 0–10  |
| 氢                          | H 2    | 0–1   |
| 硫化氢                      | H 2S   | 0–3   |
| 氧                          | O 2    | 0–0   |
| 来源: www.kolumbus.fi, 2007 |        |       |

在例如瑞士，德国，和瑞典这些国家，在沼气中的甲烷可被压缩而被用作车辆运输的燃料，或直接输入到气体主干线管道。在驾驶员使用厌氧消化是因为可再生电力补贴的国家，这种处理路径的可能性较小，因为在该处理阶段需要能量，从而减少了可销售的整体水平。

### 沼渣

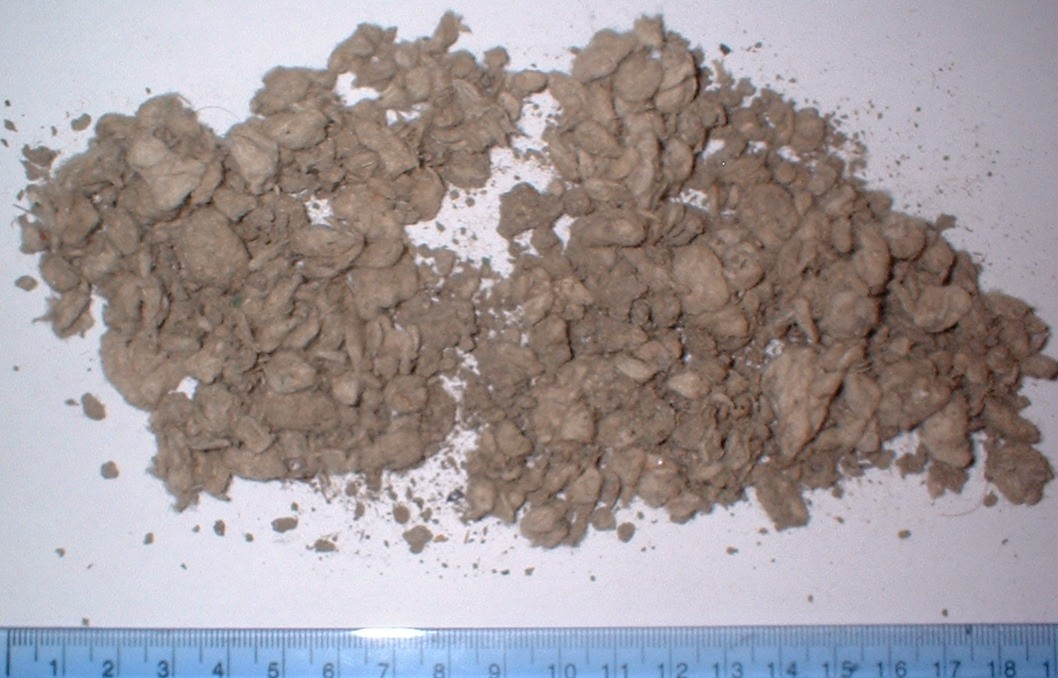
产酸厌氧沼渣。

沼渣是消化器中微生物不能使用的原始输入材料的固体残余。它还包括在沼气池中死细菌的矿化遗体。沼渣可以有三种形式：纤维，液体，或这两部分的污泥为基础的组合。在两级消化系统，不同形式的沼渣来自不同的消化池。在单级消化系统，这两个级分将被合并，如果需要的话，通过进一步的处理分离。

### 废水
厌氧消化系统最后的输出是水，其起源既有从被处理过的原始废物的水分含量，还有是从在消化系统的微生物反应产生的水分。这种水可以是在沼渣的脱水处理被释放出来的，或者可以是在沼渣隐含分离出来的。
厌氧消化设施排出的废水将通常具有升高的生化需氧量（BOD）和化学需氧量（COD）水平。流出物的反应活性的这些测量指示污染的能力。一些这种材料被称为“硬化学需氧量”，这意味着它不能被厌氧菌获取以转换成沼气。如果污水被直接放入水道，它会造成通过引起水体富营养化的负面影响。因此，通常需要进一步处理废水。这种处理通常是一个氧化阶段，其中空气通过水在顺序批量式反应器或反渗透单元。